# Trochosa tenella
Trochosa tenella är en spindelart som beskrevs av Eugen von Keyserling 1877. Trochosa tenella ingår i släktet Trochosa och familjen vargspindlar.
Artens utbredningsområde är Colombia. Inga underarter finns listade i Catalogue of Life.